# Dichaea benzingii
Dichaea benzingii är en orkidéart som beskrevs av Dodson. Dichaea benzingii ingår i släktet Dichaea och familjen orkidéer.
Artens utbredningsområde är Ecuador. Inga underarter finns listade i Catalogue of Life.